# تاكاشي واتانابي
تاكاشي واتانابي (باليابانية: 渡部高志 ) (و. 1957  م) هو مخرج أفلام، ورسام رسوم متحركة ياباني، ولد في سابورو.

## وصلات خارجية
- تاكاشي واتانابي على موقع IMDb (الإنجليزية)
- تاكاشي واتانابي على موقع ميوزك برينز (الإنجليزية)
- تاكاشي واتانابي على موقع قاعدة بيانات الفيلم (الإنجليزية)
- تاكاشي واتانابي على موقع كينوبويسك (الروسية)
- تاكاشي واتانابي على موقع ANN person (الإنجليزية)

- تاكاشي واتانابي في قاعدة بيانات الأفلام على الإنترنت